# Fosfofylit
Fosfofylit je vzácný minerál tvořený hydratovaným fosfátem zinku. Jeho název je odvozen od jeho chemického složení (fosfát) a řeckého slova phyllon – list, které odkazuje na jeho štěpnost. Sběrateli je ceněn pro svou vzácnost a jemnou modrozelenou barvu. V důsledku své křehkosti je zřídka opracováván.
Nejkvalitnější krystaly fosfofylitu pocházejí z bolivijského Potosí, kde byly v minulosti těženy. V současnosti je fosfofylit těžen v americkém New Hampshiru a bavorském Hagendorfu. Obvykle se vyskytuje ve spojení s chalkopyritem a trifylitem.

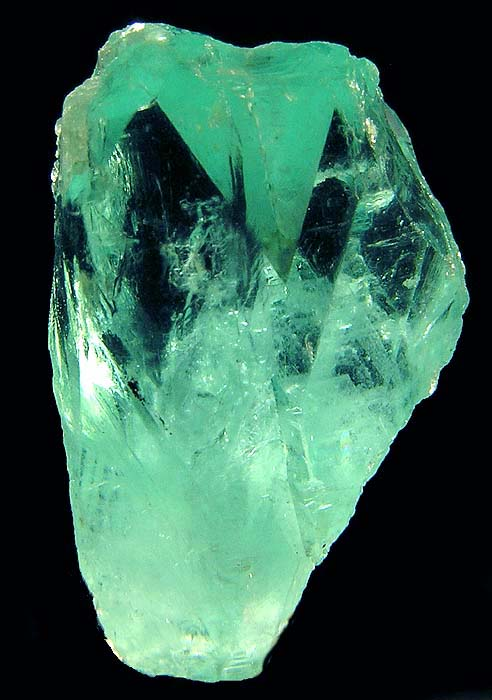
Sdružený fosfofylit z dolu Unificada v bolivijském Cerro de Potosí. 2,1 x 1,4 x 1 cm.

## V populární kultuře
Stejnojmenný protagonista mangy a anime Hóseki no kuni je antropomorfní fosfofylit.